# Mycolindtneria
Mycolindtneria Rauschert – rodzaj grzybów z rodziny Stephanosporaceae. W Polsce występuje jeden gatunek – Mycolindtneria flava.

## Systematyka i nazewnictwo
Pozycja w klasyfikacji według Index Fungorum: Stephanosporaceae, Agaricales, Agaricomycetidae, Agaricomycetes, Agaricomycotina, Basidiomycota, Fung.
Synonimy: Cyanobasidium Jülich, Lindtneria Pilát, Sulphurina Pilát, Sulphurina Pilát. 

## Gatunki
- Mycolindtneria flava (Parmasto) Rauschert 1988
- Mycolindtneria leucobryophila (Henn.) Rauschert 1988
- Mycolindtneria pellicularis (Jülich) Rauschert 1988
- Mycolindtneria pterospora (D.A. Reid) Rauschert 1988
- Mycolindtneria trachyspora (Bourdot & Galzin) Rauschert 1988

Nazwy naukowe na podstawie Index Fungorum.